# 陳文玉 (成化進士)
陳文玉（1442年—？），字德辉，福建福州府闽县人，明朝政治人物、進士出身。

## 生平
成化十年（1474年）甲午科福建乡试第十七名舉人。成化十四年，登戊戌科會試二百九十九名，三甲進士，官至海阳知县。

## 家族
曾祖陳誠。祖父陳景文。父陳琚。前母鄭氏，母徐氏。永感下。娶林氏。